# Acción Popular (Spanje)
De Acción Popular (Nederlands: Volksactie, AP), opgericht onder de naam Acción Nacional op 29 april 1931 met als doel de "redding van Spanje", was een centrumrechtse tot rechtse politieke partij in Spanje die bestond ten tijde van de Tweede Spaanse Republiek. De partij was van katholieke en conservatieve inslag en accepteerde de republiek als een voldongen feit. Leider van de partij was José María Gil Robles y Quiñones (1898-1980). Later maakte de partij deel uit van de Confederación Española de Derechas Autónomas (CEDA), een combinatie van (centrum)rechtse partijen en partijtjes die in 1933 de parlementsverkiezingen won.
Acción Popular werd net als de CEDA aan het begin van de Spaanse Burgeroorlog (1936) ontbonden.

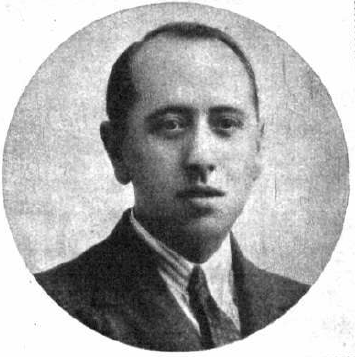
José María Gil Robles y Quiñones (1898-1980), leider van de AP

## ZetelverdelingCortes Generales1931-1936
| Jaar | Jaar                                            | zetels | verschil |
| ---- | ----------------------------------------------- | ------ | -------- |
|      | 1931                                            | 5      | -        |
|      | Zie voorts de verkiezingsresultaten van de CEDA |        |          |